# Turkije op de Olympische Zomerspelen 1912
Turkije (als onderdeel van het Ottomaanse Rijk) nam met twee personen deel aan de Olympische Zomerspelen 1912 in Stockholm, Zweden. De Turken wonnen geen medailles. 

## Atletiek
| Olympiër          | Onderdelen                 | Resultaat                 | Prestatie                 |
| ----------------- | -------------------------- | ------------------------- | ------------------------- |
| Mıgırdiç Mıgıryan | kogelstoten                | 19e                       | 10.63 m                   |
| Mıgırdiç Mıgıryan | kogelstoten (beide handen) | 7e                        | 19.51 m                   |
| Mıgırdiç Mıgıryan | discuswerpen               | 34e                       | 32.98 m                   |
| Mıgırdiç Mıgıryan | vijfkamp                   | 23e                       | -                         |
| Mıgırdiç Mıgıryan | tienkamp                   | niet gefinisht            | niet gefinisht            |
| Vahram Papazyan   | 800 m hardlopen            | uitgeschakeld in 1e ronde | uitgeschakeld in 1e ronde |
| Vahram Papazyan   | 1500 m hardlopen           | uitgeschakeld in 1e ronde | uitgeschakeld in 1e ronde |

Australazië · België · Bohemen · Canada · Chili · Denemarken · Duitsland · Egypte · Finland · Frankrijk · Griekenland · Groot-Brittannië · Hongarije · IJsland · Italië · Japan · Luxemburg · Nederland · Noorwegen · Oostenrijk · Portugal · Rusland · Servië · Turkije · Verenigde Staten · Zuid-Afrika · Zweden · Zwitserland